# Paviljoen Noorderplantsoen
Het paviljoen in het Noorderplantsoen in Groningen is een bouwwerk van de Groninger stadsarchitect S.J. Bouma uit 1930. Het werd gebouwd in opdracht van de brouwerij d'Oranjeboom. Het staat aan de vijver in de Kruissingel.

## Beschrijving
Het paviljoen verving een eerdere horecavoorziening, een melkkiosk. Bouma ontwierp een gebouw dat kenmerken heeft van de Amsterdamse School en De Stijl. Het gebouw heeft als basis een rechthoekige plattegrond die aan de korte vijverzijde halfrond is afgesloten. Het is gebouwd rond een kubusachtige kern die boven het gebouw uittorent. Door de grote vensters rondom is het een open gebouw.
Dat Bouma als stadsarchitect deze particuliere opdracht mocht uitvoeren is wellicht een aanwijzing dat de gemeente invloed wilde uitoefenen op de vormgeving in het plantsoen.
Anno 2019 is in het paviljoen restaurant Zondag gevestigd.